# Mariamman

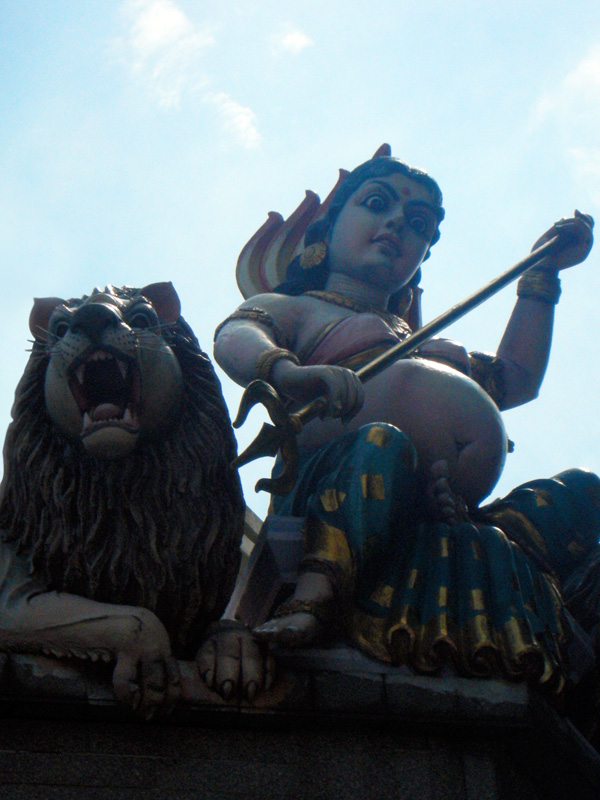
Mariamman w Singapurze

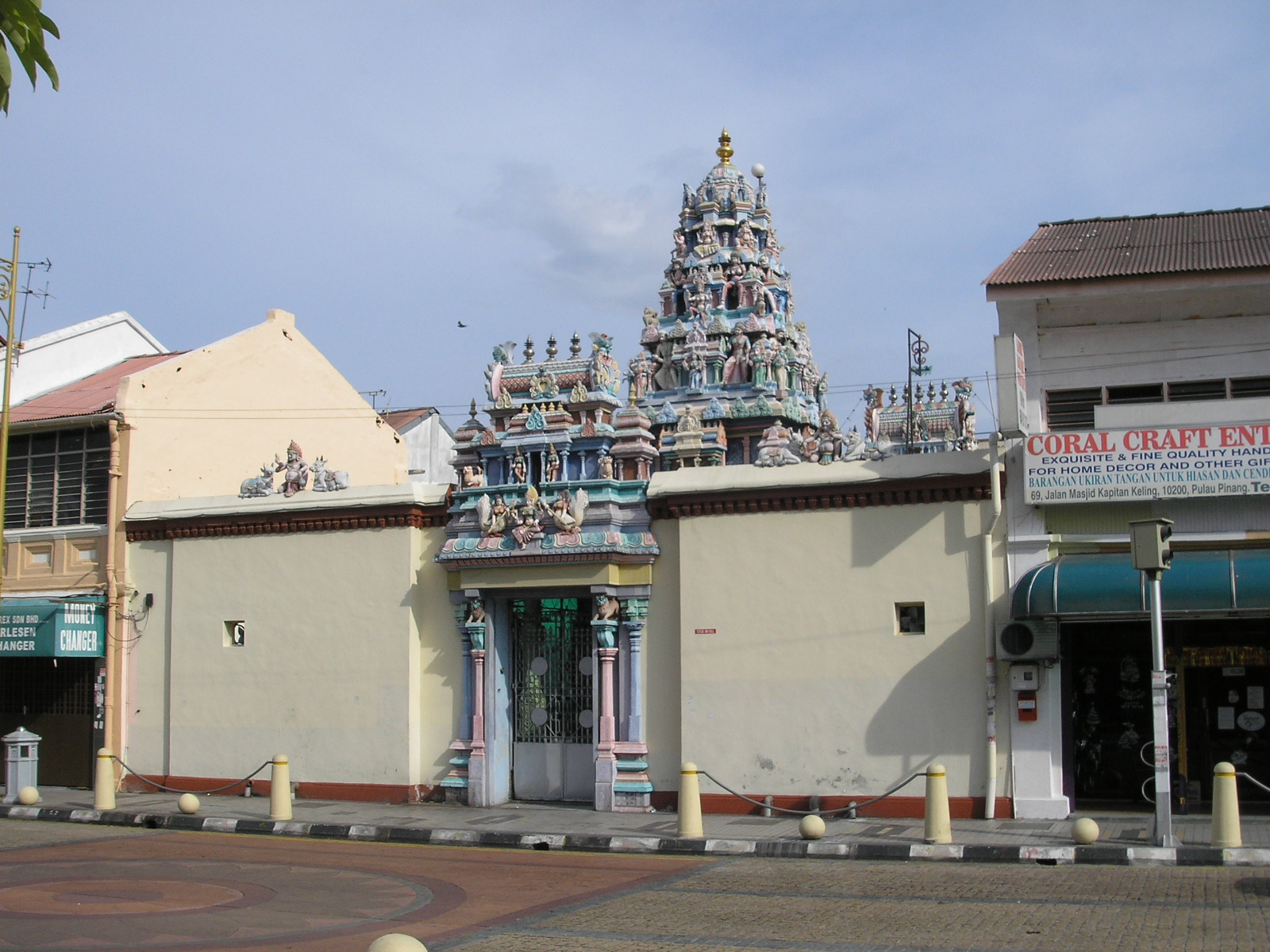
Wejście do świątyni Mahamariamman Temple w Penang

Mariamman (tamil: மாரியம்மன, dosłownie Matka Mari) (też Māri (tamil: மாரி)) – żeńskie bóstwo hinduistyczne, jedna z najważniejszych bogiń hinduizmu wioskowego Tamil Nadu i sąsiednich stanów.

## Początki kultu
Māri początkowo była lokalnym bóstwem płodności i deszczu. W języku tamilskim māri znaczy deszcz. Modły do niej często związane są z prośbami o pomyślne małżeństwo, narodzinami dzieci itd. Dodatkowo Māri uważana jest za boginię chroniącą przed ospą i innymi chorobami skórnymi, w tej funkcji jest odpowiednikiem Śitala dewi z północnych Indii.

## Ikonografia
Bogini Māri jest zazwyczaj przedstawiana jako piękna młoda kobieta. Dominującym kolorem jest czerwony. Najczęstszymi atrybutami jest trójząb i czarka, związane z opowieściami mitologicznymi.